# Seconda mano

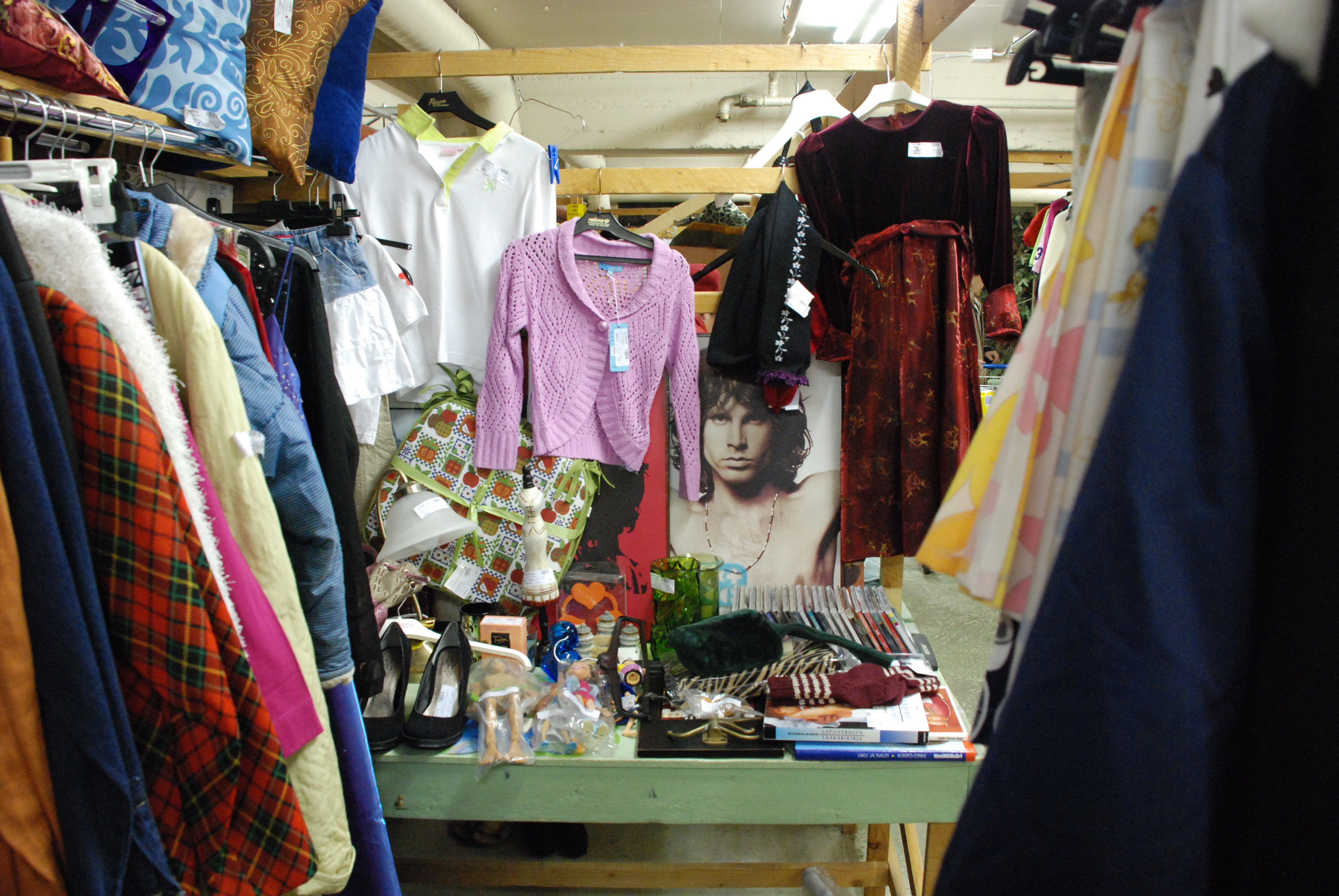
Interno di un kirpputori a Tampere, in Finlandia, dove la gente può comprare e vendere oggetti di seconda mano di ogni tipo

Per oggetto di seconda mano si intende un oggetto già usato e rivenduto o regalato a qualche altra persona.

## Descrizione
Gli oggetti usati si trovano spesso presso negozi appositi che vendono merce usata, così come esistono dei siti internet e dei giornali specializzati che propongono la vendita di questi prodotti attraverso la pubblicazione di piccoli annunci.
Molti negozi che vendono oggetti usati, acquisiscono le merci in cambio di altri articoli che hanno in vendita. La strategia di acquistare merce usata è solitamente tendente a risparmiare per l'acquisto di un determinato oggetto. Questo è molto praticato per quegli oggetti che non si deteriorano con l'uso come CD, DVD o libri.
Molto fiorente è poi la vendita di auto usate, per il semplice fatto che questo bene si deprezza molto velocemente e quindi spesso si riesce ad acquistare a metà prezzo un'auto ancora in ottime condizioni.
Altro genere molto di moda nell'acquisto dell'usato, è quello dell'antiquariato o semplicemente dell'oggetto non più in produzione. Questo tipo di merce viene spesso venduta dai rigattieri o nei mercatini delle pulci che si tengono all'aperto solitamente la domenica mattina.
Una tendenza che si sta sviluppando in questi ultimi anni sono le Agenzie d'Affari: mercatini dell'usato che prendono in conto vendita degli oggetti direttamente da privati. In pratica il gestore di un'Agenzia d'Affari non è un commerciante in quanto opera, come intermediario, per conto di un privato. Il suo compenso sarà determinato, al momento della vendita dell'oggetto, da una percentuale di provvigione fino al 50%.
Le vendite effettuate dalle Agenzie d'Affari non sono soggette al rilascio di scontrino fiscale in quanto tali vendite sono per l'appunto effettuate per conto di un privato.